# Parque Marinho do Recife de Tubbataha

O Parque Natural do Recife de Tubbataha, está localizado no município de Cagayancillo, Província de Palawan, nas Filipinas, e se estende por 130 mil ha (1.300 km²) no centro do Mar de Sulu, no Oceano Pacífico. O recife de Tubbataha é de fundamental importância tanto do ponto de vista ecológico como econômico para as Filipinas pois os atóis de Tubbataha são um berçário, moradia e fonte de alimentação para inúmeras espécies da vida marinha.
O Parque Natural do Recife de Tubbataha foi declarado Património Mundial da Unesco em 2009 sendo ele a extensão e englobando o Parque Marinho de Tubbataha sendo este declarado Património Mundial desde 1993 por "ser um exemplo único de um recife de corais de alta densidade de espécies marinhas, com a porção norte servindo de local de ninhos para várias espécies de tartarugas e pássaros marinhos. O local é um excelente exemplo de recife de coral com uma espetacular parede de 100 metros com extensas lagoas e duas ilhas de coral".

## Fauna e Flora
Nos recifes de Tubbataha foram catalogadas e registradas 350 espécies de corais. Em seu habitat existem mais de 500 espécies de peixes de 46 famílias, como por exemplo a barracuda e a manta. Tubbataha abriga também seis espécies de tubarões.

## Ligações Externas
- (em inglês) Site de Tubbataha*
- (em inglês) Galeria da Unesco